# Argyrolobium longifolium
Argyrolobium longifolium là một loài thực vật có hoa trong họ Đậu. Loài này được (Meissner) Walp. miêu tả khoa học đầu tiên.